# Leubnitz (Vogtland)
Leubnitz is een plaats en voormalige gemeente in de Duitse deelstaat Saksen, gelegen in de gemeente Rosenbach/Vogtl. in het district Vogtlandkreis.

## Indeling voormalige gemeente
De voormalige gemeente bestond uit de volgende Ortsteile:
- Demeusel, sinds 1 januari 1999
- Leubnitz
- Rodau, sinds 1 januari 1999
- Rößnitz, sinds 1 januari 1999
- Schneckengrün, sinds 1 januari 1999

## Bestuurlijke indeling
- 01-01-2011 - heden: Ortsteil van de gemeente Rosenbach/Vogtl..
- 01-01-1996 - 31-12-2010: Gemeente in het district Vogtlandkreis
- 1990 - 31-12-1995: Gemeente in het district Plauen
- 1952 - 1990: Gemeente in het district Plauen (DDR)

In de periode 28 november 1991 tot 31 december 2010 was de Leubnitz een van de deelnemende gemeenten in het Verwaltungsverband Rosenbach.